# Jorge Valdez (Sänger)

Portrait von Jorge Valdez

Jorge Valdez (Leo Mario Vitale; * 27. Januar 1932 in Buenos Aires; † 21. Februar 2002) war ein argentinischer Tangosänger.

## Leben
Valdez hatte ab dem zehnten Lebensjahr Klavierunterricht und fünfzehnjährig erste Auftritte im Radioprogramm El Piano en la Argentina. Sein eigentliches Interesse galt aber dem Gesang. Carlos Lazzari hörte ihn im Kino Aconcagua und empfahl ihn seinem Bandleader Juan D’Arienzo, der ihn 1957 in sein Orchester aufnahm. Er war dort der Nachfolger von Alberto Echagüe und Armando Laborde, seine Duopartner waren zunächst Mario Bustos und später Horacio Palma, Héctor Millán und 1964 schließlich wieder Laborde, der zu D’Arienzo zurückgekehrt war. Mit D’Arienzo nahm Valdez 117 Titel auf, darunter 13 im Duo mit den genannten Sängern.
Nach der Trennung von D’Arienzo arbeitete Valdez mit Osvaldo Requena zusammen. Mit diesem nahm er sein altes Repertoire auf, daneben auch einige neue Titel. Weitere Aufnahmen entstanden mit dem Orchester Alberto Di Paulos. Als Botschafter des Tango tourte er u. a. mit Carlos Dante, Alberto Morán, Floreal Ruiz, Ricardo Ruiz und Jorge Dragone durch Amerika. Besonders erfolgreich war er in Kolumbien, wo Raúl Iriarte, der als Impresario in Bogotá arbeitete, für ihn Auftritte mit Juan Carlos Godoy, Armando Moreno, Jorge Ortiz, Oscar Larroca und Roberto Mancini organisierte. 
Nach einem schweren Autounfall im Jahr 1990 erreichte er nie mehr seine ursprünglichen Fähigkeiten als Sänger, hatte aber noch Auftritte in Buenos Aires, Mar del Plata und Tucumán. Von ihm existieren zwei Kompositionen: die Tangos Por favor no vuelvas (mit Celso Amato nach einem Text von Raúl Hormaza) und Olvidemos todo (Text von Santiago Adamini). Beide hat er selbst mit D’Arienzo aufgenommen.

## Aufnahmen
mit Juan D’Arienzo
- Andate por Dios
- Destino de flor
- La calesita
- El reloj
- Baldosa floja
- Adiós Chantecler
- Remembranza
- Estrella
- La calesita
- En el cielo
- Casita de nácar
- Hasta siempre amor
- Se llamaba Eduardo Arolas
- Ave de paso
- Clavel del aire
- Adiós corazón
- Un solo minuto de amor
- Marinera
- Tu noche es mi noche
- Chirusa
- Amor de verano
- Por favor no vuelvas
- Olvidemos todo

mit Osvaldo Requena
- Gricel
- En esta tarde gris
- Carillón de La Merced
- Verdemar
- Nubes de humo

mit Alberto Di Paulo
- Barrio de tango
- Fuimos
- La canción de Buenos Aires
- La vi llegar
- Mimí Pinsón
- Por una cabeza
- Una piba como vos
- Cuando un amigos se va